# のぞみ、出発進行!!
『のぞみ、出発進行!!』（のぞみしゅっぱつしんこう）は、YASCORNによる小説作品。イラストは同じくYASCORN。2016年に出版されている。

## ストーリー
鉄道好きの姉弟、宮原のぞみ・鉄平は著名な鉄道推理小説家である父の仕事を手伝うため、列車に乗りつつの取材をするのだが、あわてんぼうの父が迷子になってしまい二人は父を探すことになる。

## 登場人物

### 宮原（みやはら）家
宮原 のぞみ
主人公。食いしん坊な鉄道好き、いわゆる「食べ鉄」で行動力がある一方、空想癖がある。
家族の中では一番のしっかり者と思われる。活発な小学5年生で、旅する時も動きやすい服装にしている。
麺類が好きで、寝台特急「サンライズ瀬戸」の旅では、特に讃岐うどんを食べるのを楽しみにしていた。
旅のお供は、食べ物情報満載のガイドブック。
宮原 鉄平（みやはら てっぺい）
主人公の弟。小学3年生。あまり体力的なことは苦手である。
のぞみよりは鉄道のことに詳しく、サンライズエクスプレスや琴電のことになると鉄道の話に夢中（暴走）となり、のぞみに注意される。
数字に強く冷静な頭脳派。体育会系テツの姉に対して「理系テツ」な感じである。
時刻表がお供の鉄道好き。ダイヤのことになると力を発揮する。
宮原 太一郎（みやはら たいちろう）
主人公の父。鉄道推理小説家「東村京太郎」として活動しており、ドラマ化もされている売れっ子である。
だが、鉄道にあまり詳しくないようで、のぞみ・鉄平の力を常に借りることになっている。
かなりの粗忽者で、トラブルに巻き込まれることが多い。
気は優しく、外見は俳優の大泉洋に似ている。のぞみや妻には頭が上がらない。
宮原 母（みやはら はは）
主人公の母。神社仏閣パワースポット大好きな女性。
実は「サンライズ瀬戸」で金毘羅参りを楽しみにしていたのだが、経済的な理由で断念している。
そのため、香川訪問時は言いつけのメモを頼りない太一郎にではなく、のぞみに託している。
太一郎が迷子になったことは知らない。

### その他
圭介（けいすけ）
のぞみのクラスメート男子。のぞみを呼び捨てで「のぞみ」と呼ぶ。クラスでは人気あるらしい。
のぞみの父を（内情を知らずに）憧れている。
「サンライズ」で出張する兄へ駅弁を渡すのを、のぞみに託した。
圭介・兄（けいすけ・あに）
圭介の兄。のぞみたちと同じく「サンライズ」に乗る用事があったことから、圭介にのぞみが駅弁を託された。
のぞみたちから駅弁を受け取り、お礼に飲み物をおごってもらった。
圭介に比べて鉄道好きであることから、鉄平と話が合う。
まめちゃん
のぞみ・鉄平で金毘羅山で出会った子犬。のぞみになついてしまい、元の飼い主・はるかから引き受ける。
はるかが持っていた「まめちゃんセット」（まめちゃんに必要な道具一式）をのぞみに渡した。
佐藤はるか（さとう はるか）
のぞみ・鉄平が金毘羅山で出会った地元の大学生。以降、彼女やまめちゃんと行動を共にする。
名前が姉（のぞみ）と同じ列車の名前であることから、鉄平は親近感を持った。
彼女の父のおかげで、経営する旅館に泊まることができた。
太一郎の秘密を知る数少ない人物。
佐藤・父（さとう・ちち）
はるかの父。地元・香川県の実業家で、旅館などを経営。
琴電にも顔が利くため、鉄平のリクエストである「車両基地訪問」にこたえることができた。
東村京太郎（太一郎）のファンで、太一郎が非鉄であることを知らないことから謎解きのカードを金毘羅山などに配布した。
そのカードを太一郎のものと勘違いしたのぞみたちはそれで父探しをしていた。
ことちゃん
高松琴平電気鉄道のマスコットキャラクター。
鉄平のリクエストで訪問した車両工場（第10章）で、鉄平・のぞみの二人を案内した。
鉄平はことちゃんの、のぞみは彼の妻・ことみのヘルメットをかぶった。

## 既刊一覧
小学館ジュニア文庫にて紙媒体による出版がある。
- サンライズ瀬戸 パパ失踪事件と謎の暗号 - 2016年8月発売 ISBN 978-4092308800